# Kazanyi Kánság
A Kazanyi Kánság (tatárul: Qazan Xanlığı; oroszul: Казанское ханство) tatár állam a Volga középső folyásánál, amely 1438-tól 1552-ig állt fenn.  
A Kazanyi Kánságot az Arany Horda szétesése után alapította meg a valamikori Volgai Bolgária területén a Horda elűzött kánja, Olugh Mohammed. 1552-ben Rettegett Iván cár elfoglalta fővárosát, Kazanyt, területét pedig az Orosz Cársághoz csatolta.

## Megalakulása

A kánság 1540 körül

1437-re az Arany Horda gyakorlatilag három részre szakadt. Két trónkövetelő együttes erővel megtámadta a korábbi kánt, Olugh Mohammedet, aki a Volga középső szakaszához menekülve elfoglalta Kazanyt és elűzte annak addigi urát, Ali-bej emírt. Itt függetlennek nyilvánította magát a Hordától és megalapította saját államát. A rosszul védhető régi város közelében felépíttette Új Kazanyt, amelyet megtett kánsága fővárosának (más források szerint Új Kazanyt még 1402-ben alapította Altin bég és Olugh Mohammed csak kibővítette és megerődítette).
Az állam eleinte az Arany Horda Kazanyi uluszára (a volt Volgai Bolgárországra) terjedt ki, de fennállásának csúcspontján (a 15. sz. második felében) határait jelentősen kibővítették és területe elérte a 700 ezer km2-t. A kán uralma a Volga középső folyására és a Káma majdnem teljes medencéjére kiterjedt. Keleten a Nogáj Hordával volt határos (amely ekkor magába foglalta az egész mai Baskíriát), nyugaton a Szura folyó (a Volga mellékfolyója), északon Vjatka és Perm, délnyugaton a mai Szaratov (mások szerint Volgográd) volt a határa. Ennek megfelelően az állam magába foglalta az udmurtok, a marik, a mordvinok, a mescserák és részben a baskírok által lakott földeket. 
A Kazanyi krónika azt írja, hogy Rettegett Iván Kazany elfoglalásakor elvitette a király (vagyis a kán) kincseit, koronáját, jogarát, zászlaját és egyéb fegyverzetét. Eszerint ezek voltak a káni hatalom szimbólumai. További sorsuk ismeretlen és azt sem tudjuk, hogyan nézhetett ki a zászló.

## Közigazgatási felosztás
A Kazanyi Kánság eleinte négy darugra (régióra) oszlott: az Alati, Arcsai, Galicsi és Zsöri darugra. Később melléjük megszervezték a Nogáj darugot. A darugokat további uluszokra osztották fel, amelyek néhány települést foglaltak magukba, ami nagyjából a járásnak felelt meg.
Az állam legnagyobb városai közé tartozott Kazany, Alat, Arcsa, Bolgar, Kasan, Iszke-Kazany (Ó-Kazany), Zsöri, és Laes.
Időszakosan előfordult, hogy néhány főúr megpróbálta önállóvá tenni az általa irányított darugot, de a központi hatalom gyorsan elnyomta ezeket a próbálkozásokat.

## Népesség

### Etnikai összetétel
A kánság soknemzetiségű állam volt. A főbb etnikumok a következők voltak: tatárok (kazanyi tatárok, a volgai tatárok helyi csoportja, kazanlilarok), csuvasok (kb. 200 ezren), marik (cseremiszek), mordvinok, udmurtok és baskírok. Kazanyban jelentős örmény-kipcsak (a Krímen a kipcsak nyelvet felvevő örmények) közösség is élt. A népesség többsége kazanlinak nevezte magát, de a tatár eredetű dinasztia után egyre inkább elterjedt a tatár identitás is. Vallásuk főleg az iszlám volt. A kánság lakóinak száma a 16. század közepén elérte a 450 ezret. 
A baskírok némileg különálló csoportot képeztek. A kán által időnként odaküldött kormányzónak csak a jaszak (természetben – főleg prémben – fizetett adó) beszedése volt a dolga, bár a baskírok harcosokat is küldtek a kán seregébe. Az udmurtok fölött jóval erősebb volt az uralkodó hatalma. Az arisztokrácia többségének birtokai is ezen a vidéken voltak, és a régió legnagyobb városában, Arcsában volt a lakhelyük. 
A csuvasok főleg a Szvijaga folyó mentén éltek. Földjük szintén a tatár nemesség birtokában volt, de a kán hatalma errefelé gyengébb volt. A lakosok többnyire szintén csak a jaszakot fizették, amit a helyi nemesség szedett be; egy részük harcolt az uralkodó seregében. A települések vezetői az ún. százados fejedelmek, ők gyűjtöttek be az adót és szervezték meg a csapatok összeállítását. A legjelentősebb, kézműveseiről ismert városuk Csebokszári volt.
A számos nemzetiség nagy hatással volt a kazanyi tatárok nyelvére is; az eredeti kipcsak nyelvbe számos moksa, mari, udmurt, bolgár-török, később csuvas kifejezés keveredett.

## Társadalom

### Felsőbb osztályok

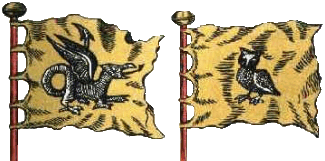
A holland Carolus Allard szerint a tatárok császára két zászlót használ, egyiken látható Kazany mai jelképe, a zilant (sárkány)

A kazanyi társadalom privilegizált rétegei közé a nemesség és a papság tartozott. A legnagyobb hatalommal a káni tanács (diván) tagjai (karacsik) és az emírek (egyes régiók fejedelmei) rendelkeztek. A karacsi cím csak négy tatár család, a Sirin, a Bargin, az Argin és a Kipcsak nemzetségek fejeit illette meg és örökléssel adták tovább. A karacsik a kán legközelebbi tanácsadói és bizonyos fokig társuralkodói voltak. A címek csak a legidősebb fiúnak adódtak tovább. 
Emírből nagyon kevés volt. A feudális létrán alattuk álltak a bekek (bejek); az ők fiatalabb fiait murzáknak hívták (az arab-perzsa emír-zade (fejedelemfi) kifejezésből). A közép- és kisnemességhez tartoztak a nemzetiségek (csuvasok, marik, udmurtok) fejedelmei. 
A mohamedán papság is privilegizált helyzetet élvezett. A kánság vallási vezetője, aki mindig szejjid (Mohamed próféta leszármazottja) volt, fontos szerepet játszott az állam kormányzásában is. A kánnak illett megfogadni tanácsait – sőt néha utasításait –, az uralkodó gyalogosan fogadta a lovon érkező szejjidet és a hivatalos okmányokon a vallási vezető neve a káné előtt szerepelt. 
Az adómentességet élvező földbirtokosokat tarkánoknak hívták. A harcosok közé az oglanok és kazakok tartoztak. Az előbbiek a lovas egységeket vezették és részt vehettek a kurultájokon, míg a kazakok az egyszerű katonák megnevezése volt. Néha megkülönböztették az „udvari” (fővárosban szolgáló) és „udvarmögötti” (vidéki) katonaságot. A nagyszámú és jól szervezett hivatalnoki réteg is rendelkezett privilégiumokkal. 

### Köznép
Az előjogokkal nem rendelkező, adófizető városi és vidéki köznép körébe tartoztak a kereskedők, kézművesek, szolgák és parasztok. Szahib Giráj kán jarlikában 13 különféle adót sorolnak fel (ezek alól a tarkánok mentességet élveztek): tized, földbérlet, vám, faluadó, termény- és takarmányadó, stb. 

### Jobbágyok és rabszolgák
A földbirtokosok földjeit függőségben tartott parasztok (kisik) művelték meg. Szintén itt dolgoztatták a hadjáratokon foglyul ejtett rabszolgákat is, akik hat évi munka után felszabadultak, de a kánságot nem hagyhatták el.

## Kormányzás

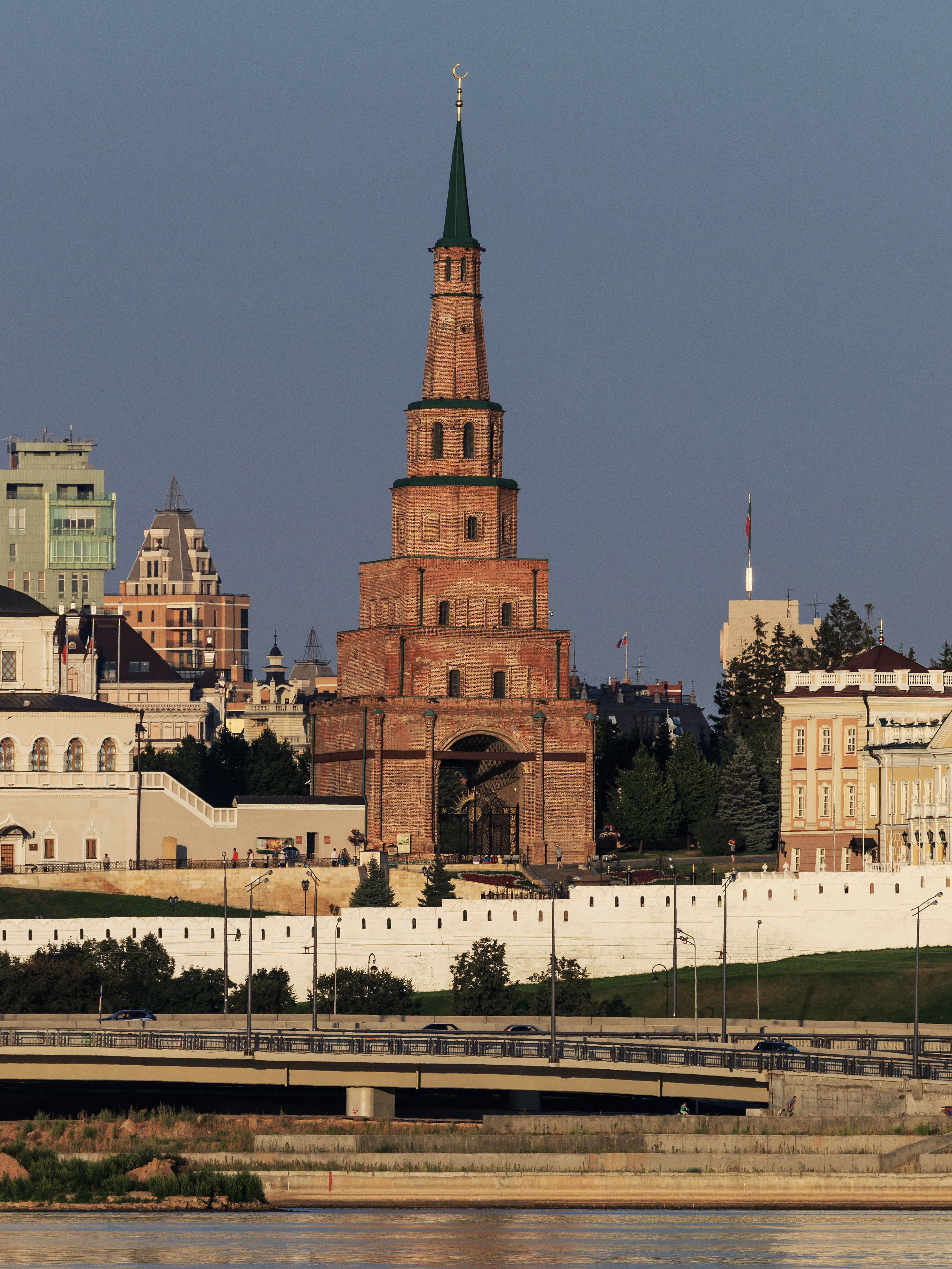
Az állítólag tatár építészeti mintákat követő Söyembikä-torony Kazanyban

Az állam feje a kán volt, aki Dzsingisz kánig vezette vissza származását. A hadsereget legközelebbi tanácsadói és az emírek vezették. A káni tanács, a díván feladata elvben az volt, hogy korlátozza az uralkodó hatalmát. A gyengébb kánok gyakran csak bábuk voltak az egymással vetélkedő klánok hatalmi játékában. A törvényhozó szerv a díván volt. A kormányzat legfontosabb posztjai (mint a díván tagjai, a karacsik) örökletesek, életre szólóak és visszavonhatatlanak voltak. Ez sokszor a rendszer merev működésével járt és hosszú távon megmutatta gyengeségét is. Az arisztokrácia felépítése kimondottan konzervatívnak bizonyult.
A legfőbb törvényhozó szervezet a kurultáj volt, amelyet csak különleges alkalmakkor hívtak össze. A gyűlésen a társadalom három legfontosabb rétegének (papság, katonaság, földművesek) képviselői jelentek meg. 
Az uralkodó osztály az egykori Arany Hordából származó nemesség volt. Alattuk álltak a bekek és murzák, akik az uluszokat kormányozták. Ők már egyaránt lehettek hordabeli tatár vagy helyi származásúak; később krími vagy nogáj tatárok is. Még lejjebb voltak az oglanok, a hadsereg lovascsapatainak vezetői, akik a kazakoknak (harcosoknak) parancsoltak. A nagy földbirtokosok (emírek, bekek, oglanok) mellett a kazakok is bírhattak kisebb telekkel, amelyet saját maguk műveltek meg. A nagy – és néha a kisebb – földbirtokok mentesültek az adók alól. A leggyakoribb feudális földbirtok az ún. szürgal volt, amelyet katonai szolgálatért cserébe adományoztak és elvben nem volt továbbörökíthető. A gyakorlatban mégis többnyire a korábbi tulajdonos leszármazottja kapta meg, de a kánnak megvolt a joga, hogy valaki másnak adományozza. A nagy befolyással rendelkező papság tulajdonában is jelentős birtokok voltak. Az adófizetés megszervezésére a kazanyiak a lakosságnak ugyanazt a tízes-százas felosztását használták, amelyet még a mongolok vezettek be. A hatóság írnokai segítségével rendszeres népszámlálást tartott a kánságban. 

## Gazdaság
A Kazanyi Kánság lakossága többségében letelepedett volt és a volgai bolgárok hagyományai szerinti mezőgazdasággal foglalkozott. A mezőgazdaság kétnyomásos rendszerben működött. A parasztok vaspapuccsal ellátott faekével szántottak és általában rozsot, tönkölybúzát, árpát és zabot vetettek. A tatárokon kívül a csuvasoknak és a finnugoroknak is a – külterjes – földművelés volt a fő foglalkozásuk. Az erdős régiókban általános volt a vadászat és a méhészkedés. A erdők lakói kis létszámú, de jól megerősített településeken éltek, ahol a kán hatalma jórészt csak a jaszak beszedésére korlátozódott. A kézművesség fő ága a bőrművesség volt.
A földművelés mellett a kánság lakói leginkább kereskedelemmel foglalkoztak, amelyet elősegített az állam előnyös földrajzi helyzete a Volga mentén. A külkereskedelem – amelynek központja Kazany volt – volumene mindig meghaladta a belföldiét. Az állam szoros kereskedelmi kapcsolatokat ápolt a Moszkvai Fejedelemséggel, Perzsiával és Turkesztánnal, illetve az asztrahányi és szibériai kánságokkal. A kézművestermékek (fazekas-, kovács, bőrművestermékek) mellett jelentős szerepet játszott a rabszolgakereskedelem, amelyben főleg Közép-Ázsiából, a Kaukázusból és Oroszországból származó hadifoglyok adásvétele zajlott. A legnagyobb vásár a kazanyi Tasajak bazár, valamint a kremllel szembeni sziget (ma már elöntötte a víz a víztározó építése miatt) piaca volt. A kazanyi külvárosok – főleg nem-tatár, illetve rabszolga – lakossága főleg földműveléssel és kézműveskedéssel foglalkozott és nem kereskedett, csak eladta termékeit. Velük ellentétben a tatár földművelők kereskedhettek is.

## Vallás

Harc Kul Sarif mecsetjénél

A Kazanyi Kánság uralkodó vallása a szunnita iszlám volt. A vallási vezető mindig a szejjidek (Mohamed próféza leszármazottai) közül került ki, bár szejjid több is lehetett, de vezető csak egy. A kán után a főpap volt az állam második embere. Az egyik legismertebb szejjid Kul Sarif imám volt, aki tanítványaival együtt az 1552-es orosz ostrom alatt halt meg. Rajtuk kívül a papsághoz tartoztak a sejkek (az iszlám prédikátorai), mullák, imámok, dervisek (szerzetesek), háfizok (akik kívülről tudták a Koránt) és danismendek (tanítók).  Ezenkívül ismert volt még a sejk-zade és mulla-zade cím a sejkek és mullák fiaira és tanítványaira. Egyéb elfoglaltságaik mellett a papság gondoskodott az ifjúság oktatásáról is. 
Az országban elterjedt a Turkesztánból származó szúfizmus is. A kánok vallási szempontból általában toleránsok voltak, egyrészt a Korán azon tanítását követve, hogy a vallásban nem lehet kényszer, de a soknemzetiségű, sokvallású lakosság és a kiterjedt kereskedelem is erre szorította őket. 

## Hadsereg

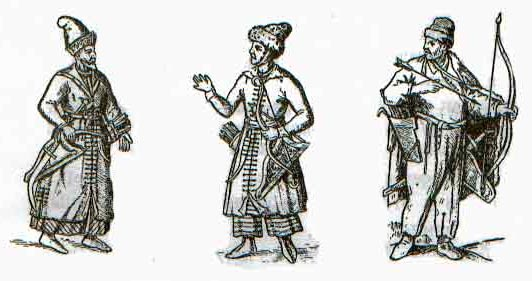
Kazanyi harcosok

Az oroszokkal való háborúk során a tatárok többnyire a határmenti városokat támadták, bár több alkalommal sikeres offenzívát indítottak a moszkvai állam belső területei ellen is. Haderejük többsége lovasokból állt, gyalogosból kevés volt és ágyúból is csak néhány állt rendelkezésükre. A lovasságot alapvetően a fejedelmek kísérete alkotta, amelyeket szükség esetén hívtak össze fegyveres szolgálatra. Taktikájuk a gyors manőverezésen és hirtelen támadásokon alapult. Időnként zsákmány- és rabszolgaszerző portyákat indítottak szomszédaik  ellen. Kazanyt jól kiépített, ágyúkkal ellátott erődrendszer védte.
Előfordult (még az oroszok elleni háború során is!), hogy a kazányi kánság segédcsapatokat kapott a krími kánságtól vagy nogaji tatároktól, sőt az oroszoktól is!

## Kultúra
A kánságban és mindenekelőtt a fővárosban magas szintet ért el az építészet; erről tanúskodnak a korabeli beszámolók és a kazanyi kremlben megmaradt építmények (főleg a volt Nurali mecset) vagy a régészek által feltárt épületalapok. A kőfaragást – amellett, hogy az építkezéseken tömeges igény mutatkozott rá – művészi szintre emelték. Külföldön is ismertek voltak a nemesfémekkel és drágakövekkel dolgozó kazanyi ékszerészek művei. 
Széleskörűen gyakorolták a kalligráfiát; az arab írás még a Volgai Bolgária korai szakaszában elterjedt, majd az Arany Horda idején is ezen a módon jegyezték fel a hivatalos okiratokat. Az írást az alapfokú mekteb vagy magasabb szintű medresze iskolákban oktatták; utóbbiakra volt példa Kul Serif híres medreszéje. A lakosság viszonylag nagy hányada tudott írni és olvasni. 
A kazanyiak jól ismerték a keleti költészetet. A kánságnak is megvoltak a híres költői, mint például Mohammed Amin kán, Mohammedjar, Emmi Kamal, Harif bek, Makszúdi vagy Kul Sarif szejjid, de rajtuk kívül is számos udvari vagy népi poéta működött. A kazanyi poézis Mohammedjar műveiben érte el a csúcspontját (ismertebb művei a Férjek ajándéka 1539-ből vagy a Szívek fénye 1542-ből).

## Kapcsolatai a Moszkvai Fejedelemséggel
A kánság alapítója, Olugh Mohammed és fia, Mahmud aktív külpolitikát folytatott. A kazanyi tatárok rendszeres portyákat vezettek az oroszok ellen. Olugh Mohammed már 1439-ben egyenesen Moszkva ellen indult és ostrom alá vette a várost, de azt tizenegy nap múlva félbehagyta és inkább Kolomnát és néhány más környező várost fosztotta ki. 1444-ben Nyizsnyij Novgorodot és Rjazanyt támadta meg. Szuzdal alatt megverte az oroszokat, foglyul ejtette II. Vaszilij moszkvai nagyfejedelmet és hadisarcot vetett ki Moszkvára.
A moszkvaiak is több alkalommal megpróbálták kiterjeszteni befolyásukat Kazanyra. 1467-ben hadjáratot indítottak a tatárok ellen, hogy a trónkövetelő Kászimot hatalomra segítsék. A 15. század harmadik negyedében a két állam a Felső-Volga térségének uralmáért csapott össze. Az 1480-as években az moszkvaiak újfent beavatkoztak a tatár belviszályokba, igyekezve saját protezsáltjukat a trónra ültetni. A hosszú háborúskodás Kazany elfoglalásában és az oroszbarát Mohammed Amin kán hatalomra segítésében kulminált. Ezután viszonylag békés időszak következett, bár a nemesség egy része és a nogáj tatárok rendszeresen megpróbálták meghívni a trónra a szibériai kán fiát. III. Iván moszkvai nagyfejedelem kénytelen volt kiegyezni a nemesekkel, lemondatták Mohammed Atifot és helyét fivére, Abdul Latif vette át.
A 16. század első felében, többnyire a krími eredetű Giráj-dinasztiabeli kánok idején, Kazany és Moszkva között szinte állandó volt a hadiállapot. Az 1505–1507-es háború során a moszkvaiak által ismét trónra ültetett Mohammed Aminnak sikerült megszabadulnia az orosz befolyástól. Ebben a hadjáratban az oroszok jókora sereggel egészen Kazanyig jutottak, de a város kapui előtt vereséget szenvedtek. 1521 augusztusában I. Szahib Giráj kán végigpusztította Nyizsnyij Novgorodot, Muromot és Vlagyimirt; majd Kolomnánál egyesítette erőit a krími I. Mehmed Girájjal és ostrom alá vették Moszkvát. III. Vaszilij fejedelem kénytelen volt békét kérni.
A kazanyi tatárok összességében mintegy negyven hadjáratot intéztek az oroszok ellen, többnyire Nyizsnyij Novgorod, Vjatka, Vlagyimir, Kosztroma, Galics és Murom térségébe. 

### Bukása

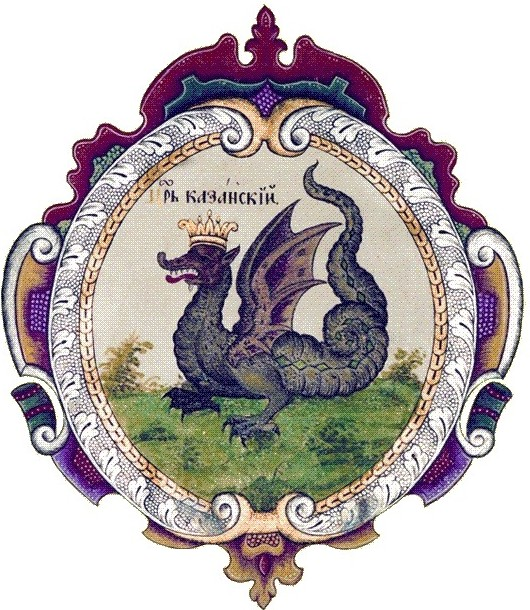
A Kazanyi Cárság pecsétje 1672-ben

IV. Iván nagyfejedelem megpróbált Moszkvával barátságos kánt uralomra juttatni, majd ezután több hadjáratot is indított a kánság ellen. Az első kettő sikertelennek bizonyult, harmadszor azonban eljutott Kazanyig és ostrom alá vette a várost. A városfalakat aláaknázták és lőporral felrobbantották, majd megrohamozták a tatárok fővárosát, felgyújtották, a lakosok jelentős részét legyilkolták. A kánság megszűnt, A Volga középső szakaszát Moszkva nagyrészt annektálta. A győzelem emlékére IV. Iván megépíttette a Vörös téren a Vaszilij Blazsennij-székesegyházat.
Ezután egészen I. Péter 1713-as közigazgatási reformjaiig a legyőzött kánságból egyfajta vazallus állam alakult, a Kazanyi cárság, amelynek az orosz cár volt a feje és Moszkvából igazgatták. Egyúttal megalakították az ortodox kazanyi érsekséget, amely azonnal a harmadik legfontosabbá vált a pravoszláv egyházon belül.

## A kazanyi kánok

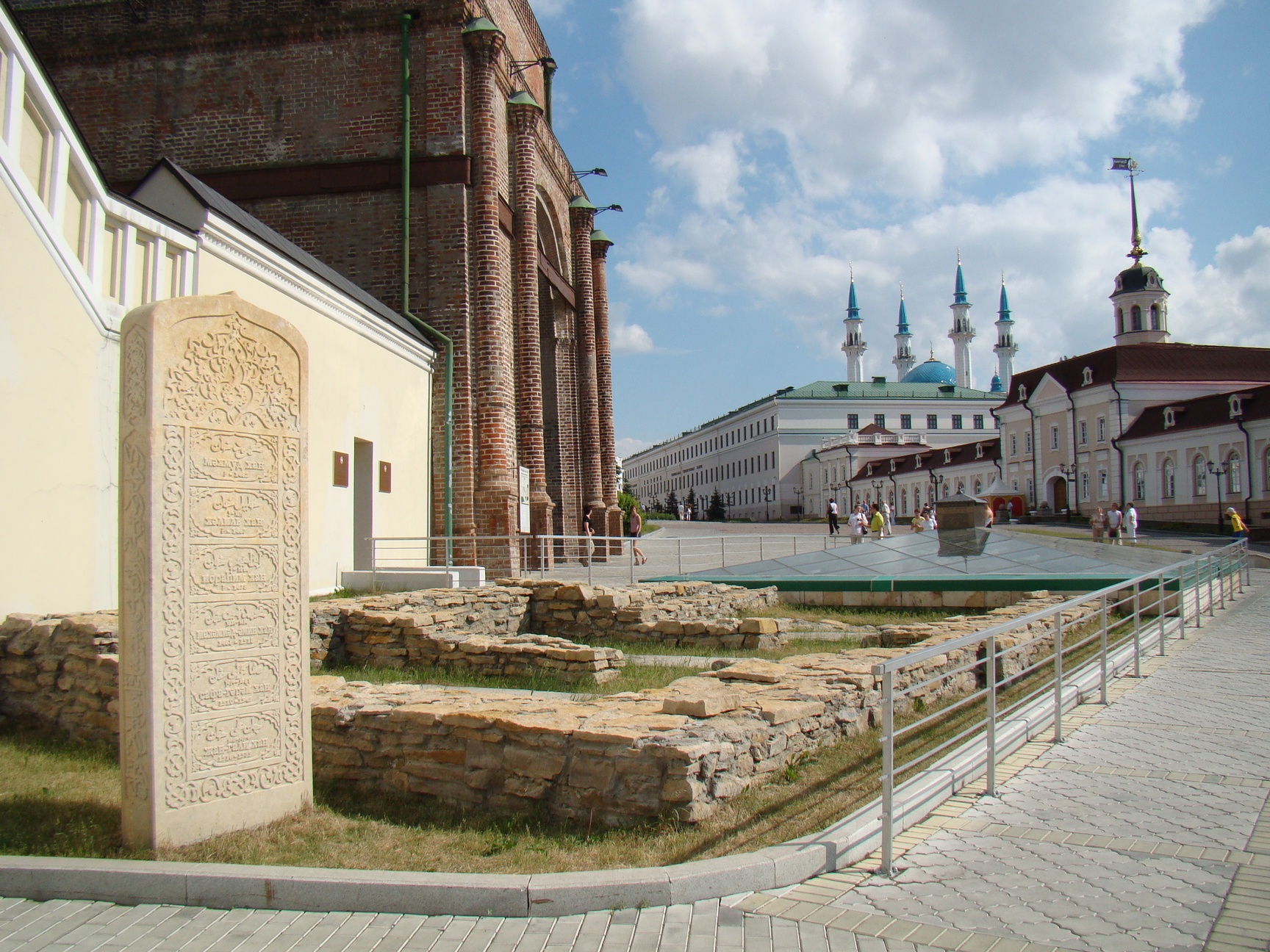
A kánok sírjai a kazanyi kremlben

- Olugh Mohammed (1438—1445), korábban az Arany Horda kánja
- Mahmud (1445—1466), Olugh Mohammed fia
- Halil (1466—1467), Mahmud fia
- Ibrahim (1467—1479), Mahmud fia
- Ilhám (1479—1484, 1485—1487) Ibrahim fia
- Mohammed Amin (1484—1485, 1487—1496, 1502—1518), Ibrahim fia
- Mamuk (1496—1497), szibériai kán
- Abdul Latif (1497—1502) Ibrahim fia
- Sah Ali (1519—1521, 1546, 1551—1552), Sejk Aulijar kászimi kán fia
- I. Száhib Giráj (1521—1524), I. Mengli Giráj krími kán fia, később maga is krími kán
- Szafa Giráj (1524—1531, 1536—1546, 1546—1549), I. Szaadet Giráj krími kán fia
- Dzsan Ali (1532—1535), Sejk Aulijar kászimi kán fia
- Ötemis Giráj (1549—1551) Szafa Giráj fia.
- Jadegár Mohammed (1552), II. Kászim asztrahanyi kán fia
- Ali Akram (1553—1556), Kazany eleste után egy oroszellenes felkelés vezetője

## Fordítás
- Ez a szócikk részben vagy egészben  a(z)   Казанское ханство című orosz Wikipédia-szócikk ezen változatának fordításán alapul.  Az eredeti cikk szerkesztőit annak laptörténete sorolja fel. Ez a jelzés csupán a megfogalmazás eredetét és a szerzői jogokat jelzi, nem szolgál a cikkben szereplő információk forrásmegjelöléseként.